# Emily van Egmond
Emily Louise van Egmond (Sydney, 12 de julho de 1993) é uma futebolista profissional australiana que atua como meia.

## Carreira
Emily van Egmond fez parte do elenco da Seleção Australiana de Futebol Feminino, nas Olimpíadas de 2016. 